# (36576) 2000 QN123
2000 QN123 (asteroide 36576) é um asteroide da cintura principal. Possui uma excentricidade de 0.17626900 e uma inclinação de 4.64804º.
Este asteroide foi descoberto no dia 25 de agosto de 2000 por LINEAR em Socorro.